# Gerda Alexander
Gerda Alexander (15 de fevereiro de 1908 - 21 de fevereiro de 1994), foi uma ritmicista e professora de Rítmica Dalcroze alemã/dinamarquesa, que posteriormente criou a Eutonia. Gerda Alexander esteve em contato com as vanguardas das artes, da educação e da cultura do movimento na Alemanha nas primeiras décadas do século XX, e depois se estabeleceu em Copenhague, na Dinamarca, a partir de 1929. Através da Eutonia, ela colaborou com centros médicos, instituições pedagógicas e de formação artística na Europa, América do Norte e do Sul e Oriente Médio.
Gerda Alexander foi uma pioneira entre as criadoras de práticas somáticas no mundo. Sua escola em Copenhague treinou profissionais por 45 anos e a Eutonia é atualmente ensinada em escolas de treinamento profissional na Europa e na América do Sul.

## Vida e trabalho

### Primeiros anos e educação
Gerda Alexander nasceu em Wuppertal, Alemanha e seus pais eram entusiastas da Rítmica de Dalcroze, transmitindo a ela um interesse semelhante pelas artes da música e da dança. Seus pais evitaram lhe falar explicitamente sobre Dalcroze, mas ela teve seu primeiro contato com a obra de Dalcroze através de fotos do primeiro festival da escola de Dalcroze em Hellerau, seguido de um curso de Rítmica ministrado por Otto Blensdorf em sua cidade no mesmo período, e insistiu para participar das aulas.

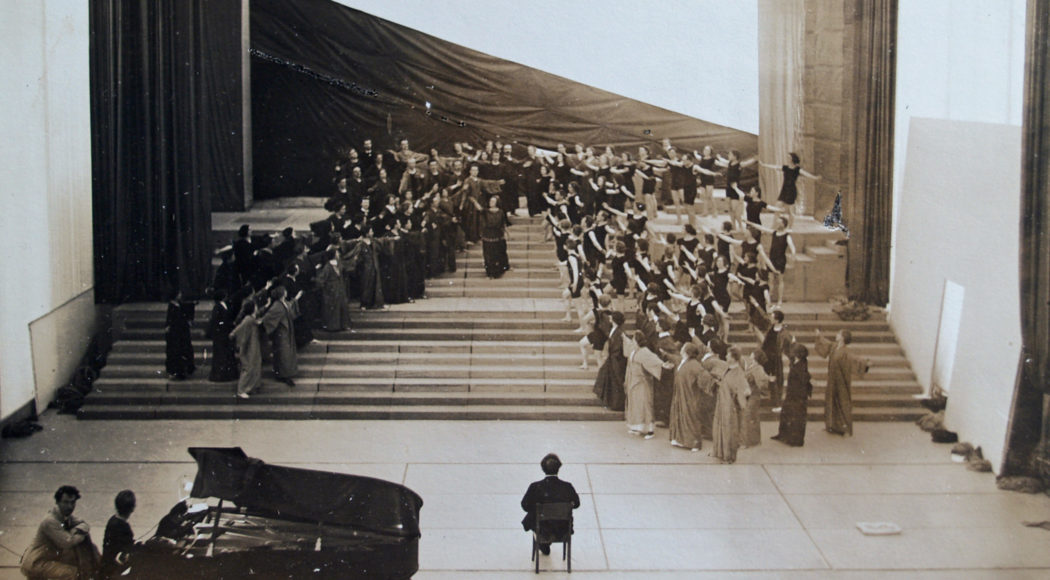
Ensaio de Orfeu e Eurídice em Festpielhaus Hellerau, 1912. Créditos: Kurt Becker-Glauch

Ela frequentou a escola de Rítmica dirigida por Otto Blensdorf (a Blensdorfschüle für körperlich-musikalische Erziehung, depois denominada Blensdorfschule für Rhythmik) em Wuppertal de 1915 a 1929. A partir de 1922, aos 14 anos de idade, Gerda Alexander começou a se aproximar das atividades, das viagens, das produções cênicas e também como professora assistente da escola de Blensdorf, incluindo suas filiais nas cidades de Essen, Düsseldorf, Köln, Remscheis, Solingen, etc. Por volta de 1923, ela dirigiu sua primeira peça aberta ao público, encenando os dois primeiros atos de Hansel e Gretel, de Humperdinck. No ano de 1924, Otto Blensdorf abriu o Blensdorf-Schule (Dalcroze Seminar) für professionellen Rhythmik-Unterricht (em português: Escola - ou Seminário - de Blensdorf para a Formação Profissional em Rítmica Dalcroze) como uma possibilidade de continuidade dos estudos para quem tivesse interesse em profissionalizar-se como professores e professoras de Rítmica, fornecendo assim as bases pedagógicas do método. Gerda Alexander fez parte da primeira turma do seminário.
Através das suas primeiras experiências, Gerda Alexander entrou em contato com o desenvolvimento da dança moderna na Alemanha. Ela participou de apresentações no teatro local de Wuppertal (neste momento conhecido como Vereinigten Stadttheatern Barmen-Elberfeld) e em vários congressos internacionais pelo país nos anos 1920 (como por exemplo, o GESOLEI). Em entrevistas e recordações posteriores, Gerda Alexander referiu-se a personalidades como Rudolf Laban, Mary Wigman, Elsa Gindler, Heinrich Jacoby, Bess Mensendieck, escola Loheland (Louise Langgaard e Hedwig von Rohden) e Anna Herrmann, e salientou como a observação dos alunos e alunas deles foi importante para o desenvolvimento do seu trabalho.
Dois dos estágios de Gerda Alexander foram marcantes. Em 1926, Charlotte Blensdorf, filha de Otto e colaboradora da escola, foi convidada a ensinar Rítmica para crianças e para os professores e professoras do primeiro Instituto de Pesquisa Científica Pedagógica sob a liderança de Peter Petersen, internacionalmente conhecido como Jena-Plan. No mesmo período, Charlotte também foi convidada pelo governo estadual a ensinar no Staatlichen Erziehungsheimen Stadtroda (em português: Casa Educacional do Estado da Turíngia em Stadtroda), uma instituição residencial que atendia cerca de 600 crianças e adolescentes de até 21 anos com deficiências físicas, transtornos mentais, filhos de mães solteiras, prostitutas ou mães adolescentes de 13 ou 14 anos, incluindo aqueles provenientes de lares disfuncionais e com histórico criminal na cidade de Stadtroda. Gerda Alexander completou um ano de estágio como assistente de Charlotte Blensdorf nestas experiências entre 1926 e 1927, ao qual ela se refere que lhe proporcionaram “a melhor educação pedagógica de minha vida ao poder entrar em contato com todos esses casos, com a orientação de professores que influenciaram profundamente meu trabalho”.
Entre seus 15 e 21 anos, Gerda Alexander teve várias crises graves de febre reumática, seguidas de doenças cardíacas e culminando em uma endocardite, que era considerada uma doença incapacitante nos anos 1920. Ela foi hospitalizada várias vezes e teve que encontrar maneiras de se mover que não sobrecarregassem seu sistema circulatório.
Gerda Alexander graduou-se como professora de Rítmica Dalcroze pela Hochschule für Musik em Berlim em 1929. Durante este período, a Rítmica de Dalcroze era ensinada em todas as grandes universidades e escolas de música na Alemanha devido à reforma de Leo Kestenberg.

### Destaques na carreira
Depois de participar da quinta conferência mundial da organização New Education Fellowship (fundada por Beatrice Ensor), e em seguida ser convidada para dar aulas nas escolas Fröbel, Gerda Alexander mudou-se para a Dinamarca. Suas primeiras parcerias também incluiam trabalhos na Suécia, com destaque ao Conservatório Real de Malmo, Sydsvenska Gymnastikinstitutet, Ericastiftelsen e o Karolinska Institutet. Ela manteve os vínculos com seu país de origem, e frequentou cursos na escola de Schlaffhorst-Andersen (ou de Rothenburg) (1931-1934), cursos de Charlotte Blensdorf no Landjugendheim Finkenkrug (1932) e em Sternberg (1938) e ensinou na escola de Dore Jacobs na cidade de Essen. Gerda Alexander foi contratada para trabalhar como assistente de direção e preparadora corporal junto a Leopold Jessner, diretor do Teatro Estadual de Berlim em 1932. Visto que era socialista e judeu, ele fugiu da Alemanha quando Hitler assumiu o poder em janeiro de 1933 e a parceria entre eles nunca se concretizou. 
Entre 1939 e 1940, Gerda Alexander abriu uma escola de formação profissional de professores e professoras de Rítmica Dalcroze em Copenhague, a primeira a ser aberta na Dinamarca. Para a estruturação de uma formação profissional, a escola alinhou-se com os princípios dos programas de formação da Inglaterra, Suíça e Alemanha, e teve parceria do Conservatório Real de Música de Copenhague.
Com a ascensão do nazismo e a eclosão da Segunda Guerra Mundial, Gerda Alexander permaneceu em Copenhagen por quase toda a sua vida. Por sua colaboração com a resistência dinamarquesa, ela teve direito à cidadania dinamarquesa.

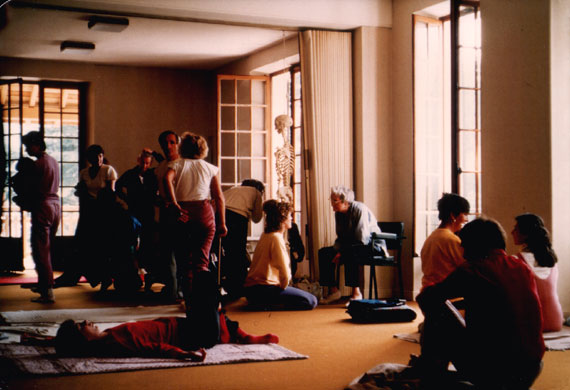
Gerda Alexander, sentada em uma cadeira perto da janela, conversando com uma aluna em um curso em Talloires, na França, 1985. Fonte: eutoni.dk

Em 1959, Gerda Alexander foi organizou o "Primeiro Congresso Internacional para a Liberação de Tensão e Movimento Funcional", realizado em Copenhagen com o apoio do Ministério da Educação dinamarquês. Nesse evento, ela reuniu pesquisadoras e pesquisadores pioneiros e criadores de metologias psicossomáticas (posteriormente nominados "Somáticas", "práticas de educação somática" ou "práticas somáticas").
Gerda Alexander trabalhou regularmente em parceria com instituições tão diversas quanto as escolas Fröbel e suas escolas de formação de professores, Orquestra Filarmônica de Malmo, Karolinska Institute, Ericastiftelsen, Frederiksberg Folkemusikhøjskolen, Sydsvenska Gymnastikistitut, Private Theatre School, Royal Theatre Copenhagen, Theatre Academy, Danish Broadcasting House (orquestra, coro e equipe), Royal Music Conservatory, Danmarks Lærerhøjskole (Treinamento de professores - Departamento de música), Rigshospital, Dalcroze Societies, CEMEA (Centres d'Entrainement aux Méthodes d'Education Active, na França), entre outros. Ela deu palestras e workshops na Dinamarca, Suécia, Noruega, França, Áustria, Alemanha, Suíça, EUA, Israel, Grécia, Itália, Holanda, México, Venezuela, Bélgica e Argentina.
Gerda Alexander morreu seis dias após seu 86º aniversário em Wuppertal, onde morou nos últimos anos. Seus alunos hoje continuam ensinando seu trabalho em vários lugares do mundo.

## A criação da Eutonia
Com suas constantes reflexões com seus alunos e alunas de todas as idades, sua investigação sobre o desenvolvimento artístico, e a superação de suas próprias dificuldades, Gerda Alexander desenvolveu pesquisas autorais sobre o movimento humano. Em suas próprias palavras: “Procurei descobrir como poderia desenvolver a expressão de cada pessoa sem programá-la. Ao mesmo tempo, havia minha necessidade pessoal de aprender a sobreviver" e "a criação dos princípios da Eutonia brotou de duas importantes necessidades minhas. Uma era de me curar de enfermidades crônicas que a medicina ortodoxa não era capaz de tratar. [...] Meu outro desejo era desenvolver um novo meio para a expressão do movimento para a ópera, drama e dança.

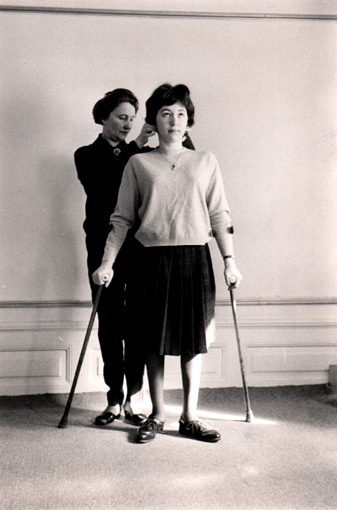
Gerda Alexander com uma aluna apoiada em bengalas, provalvelmente por volta dos anos 1960. Fonte: eutoni.dk

Gerda Alexander encontrou formas de somaticamente modular e regular o tônus neuromuscular. A palavra "eutonia" (do grego Eu: bom - e do latim Tonus: tensão, o grau de tensão ou elasticidade das fibras musculares) foi cunhada com a ajuda do Dr. med. Alfred Bartussek. Segundo ela, “usamos o tônus alto para o esforço, e o tônus médio ou baixo para o descanso e sono. Na Eutonia, aprendemos a usar o melhor tônus para a ação em questão".
Ao criar a Eutonia, Gerda Alexander estava engajada em desenvolver uma abordagem pedagógica que considerasse a experiência de cada pessoa como um corpo vivo. A Eutonia se baseia em um processo de aprendizagem centrado no aluno, onde a experiência sensorial e a reflexão crítica são a base do aprendizado. Ela postulou que “é importante, no tratamento, não dar e fazer mais do que o necessário, para que o outro possa contar consigo mesmo. Não é que eu seja uma grande mestre que ajuda você. Em vez disso, posso apresentá-lo ao meu trabalho para sua própria autodescoberta".
Os processos psicossomáticos disparados por suas aulas começaram a ser relatados por seus alunos, que reconheciam benefícios em seu bem-estar psíquico e em sua vida cotidiana, e Gerda Alexander começou a receber encaminhamentos médicos e a fazer parcerias com centros médicos, tratando pacientes que "os especialistas não podiam dar nenhuma esperança de melhora" como paraplégicos, espásticos, amputados, com casos psicossomáticos, entre outros. Teorias científicas vieram a posteriori para apoiar suas práticas, ou, em suas palavras: "desde então, novas descobertas em neurofisiologia se tornaram um importante apoio ao nosso trabalho, e nossas descobertas práticas podem ser explicadas passo a passo".

## A Escola de Gerda Alexander

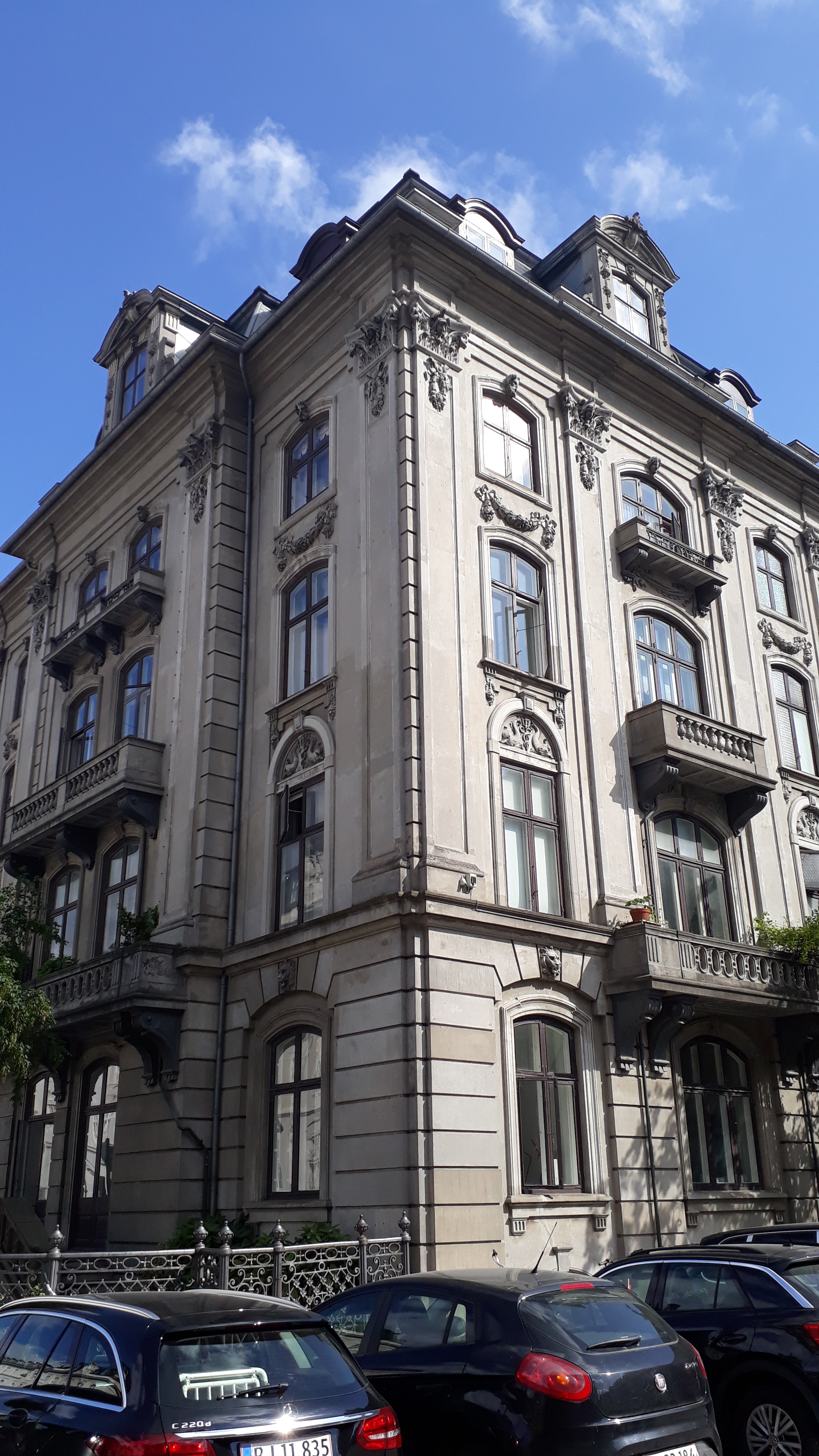
A escola de Gerda Alexander ficava em uma sala desse prédio no centro de Copenhagen, na praça Frederiks Kirke.

A formação profissional em Eutonia inclui disciplinas como: Eutonia (prática e teoria, pedagogia e terapia), treinamento da voz, psicologia, anatomia, fisiologia, neurologia, neurofisiologia, neuropatologia, psiquiatria e seminários visitantes de especialistas sobre o desenvolvimento atual em neurofisiologia e outras disciplinas relevantes.
Gerda Alexander abriu sua escola em Copenhague em 1939/1940 para o treinamento de professores e professoras de Rítmica. Em 1943, Gerda Alexander mudou o programa para um curso de treinamento de três anos para afspændingspædagoger (professores/pedagogos de liberação de tensão). Em 1957, a escola em Copenhague obteve o reconhecimento como faculdade técnica pelo estado, com um treinamento de três a quatro anos com diploma. Conforme Gerda Alexander começou a usar a palavra "Eutonia" para descrever seu trabalho, a formação passou a ser denominada de "professores/pedagogos de Eutonia" e "Eutonistas". A escola foi oficialmente fechada em 1987 com o nome de "The Gerda Alexander School – International Centre of Eutonia" (em português: "Escola Gerda Alexander – Centro Internacional de Eutonia", sendo a grafia com “a”, como em língua portuguesa).

### Escolas ativas de formação profissional em Eutonia
- Argentina: Asociación Argentina y Latinoamericana de Eutonía (AALE)
- Áustria: Eutonie-Akademie
- Bélgica: L'Ecole Belge d'Eutonie Gerda Alexander® (EBEGA)
- Brasil: Instituto Brasileiro de Eutonia
- França: L'Ecole Française d'Eutonie Gerda Alexander® (EFEGA)
- Alemanha: Eutonie-Akademi Bremen
- Alemanha: Gerda-Alexander-Schule Kenzingen
- Suíça: Eutonie Zentrum Schweiz

## Livro da Gerda e suas traduções
- Alexander, Gerda (2011). Eutonie - Ein Weg der körperlichen Selbsterfahrung. Verlag Hans Huber 10th ed. Bern: [s.n.]
- Alexander, Gerda (1985). Eutony; The holistic discovery of the total person. Traduzido por Gerda Alexander. New York: Felix Morrow
- Alexander, Gerda (2019). L'eutonie: Un chemin de développement personnel par le corps. [S.l.]: Bernard Giovanangeli Editeur
- Alexander, Gerda (1998). La Eutonia - Un camino hacia la experiencia total del cuerpo. Traduzido por Ana Rodriguez Leonor Spilzinger. Barcelona: PAIDOS IBERICA
- Alexander, Gerda (1983). Eutonia - Um caminho para a percepção corporal. Traduzido por José Luis Mora Fuentes. São Paulo: Martins Fontes